# Staten van de Verenigde Staten
De Verenigde Staten van Amerika bestaan uit vijftig staten (dat wil zeggen deelstaten) die in een zekere mate van onafhankelijkheid van de Amerikaanse federale overheid kunnen opereren.

## Staatsinrichting van de staten
De staten hebben hun eigen grondwet en deze dient republikeins en democratisch te zijn. Dit wil zeggen dat de staten elk als republiek geregeerd dienen te worden en de leiders op democratische wijze gekozen dienen worden. Verder moet de trias politica in de grondwet verankerd zijn. Connecticut had reeds in de 17e eeuw een grondwet die op deze principes gebaseerd was en deze heeft als inspiratie gediend voor de Grondwet van de Verenigde Staten.
Aan het hoofd van de uitvoerende macht van iedere staat staat een gouverneur (governor), die direct gekozen wordt door de kiesgerechtigden in de staat. Zie ook de lijst van huidige gouverneurs van de Verenigde Staten. In 49 van de 50 staten (alle staten behalve Nebraska) bestaat voor de volksvertegenwoordiging een tweekamerstelsel. De hogere wordt senaat genoemd. De lagere heeft uiteenlopende namen zoals Texas House of Representatives of California State Assembly. De staten zijn op hun beurt weer ingedeeld in county's. De mate van autonomie van deze county’s verschilt sterk per staat.
Iedere staat heeft eigen regels omtrent de verkiezing van leden voor de senaat. Doorgaans hebben senatoren een langere zittingstermijn dan leden van het Huis van Afgevaardigden van de staat.
Zie verder bij de betreffende staat.

## Enkele feiten
De kleinste staat is Rhode Island, de grootste is Alaska. Alaska heeft ook de laagste bevolkingsdichtheid en New Jersey de hoogste. Wyoming heeft de minste inwoners en Californië de meeste.
De eerste dertien staten die toetraden waren de dertien voormalige Engelse koloniën. Delaware was in 1787 de eerste die de Grondwet van de Verenigde Staten ratificeerde en trad daarmee als eerste staat toe tot de VS. De andere koloniën volgden snel. Vier staten noemen zichzelf sindsdien geen staat maar een commonwealth. Dit heeft juridisch geen andere betekenis dan een staat, het is een verwijzing naar de tijd dat deze gebieden nog Engelse koloniën waren. Hierna werd het grondgebied van de VS naar het westen uitgebreid en werden nieuwe staten gesticht. Vier staten waren eerst een onafhankelijke republiek voordat ze toetraden. Dit waren Vermont, Texas, Californië (slechts drie weken) en Hawaï. Hawaï is voor die tijd eerst ook nog een koninkrijk geweest en was in 1959 de laatste staat die toetrad.
De meeste staten hebben een Engelse, Spaanse of inheemse naam. De laatste kunnen verbasteringen zijn van de namen die de oorspronkelijke bewoners van het gebied gebruikten. Een aantal staten is genoemd naar Europese vorsten. Bij zeven staten is de naam gelatiniseerd. Een paar staten hebben een Franse naam en van zes staten staat de herkomst niet vast. Zo ook bij Rhode Island dat mogelijk een Nederlandse oorsprong heeft.
Slechts één staat is naar een voormalig president genoemd, namelijk Washington. Er zijn in de 19e eeuw meerdere plannen geweest om ook een staat naar Abraham Lincoln en Thomas Jefferson te noemen maar dit is er niet van gekomen.
De staten hebben allemaal een bijnaam die iets zegt over de geschiedenis, het landschap of de bevolking. Daarnaast hebben de staten nog allerlei andere typerende zaken, zoals een officiële bloem, vogel, dans, drank en mineraal.

## Toetreden als staat
Toetreding van een nieuwe staat gebeurt door toestemming van het Amerikaans Congres. Veel staten zijn voor hun toetreding eerst als territory geregeerd. Na verloop van tijd gaf zo’n gebied dan aan het Congres te kennen toe te willen treden. Vaak werd er dan eerst in de staat zelf een grondwetgevende vergadering gehouden waarbij de grondwet van de nieuw te vormen staat werd opgesteld. Soms werd de grens van het gebied eerst nog aangepast. Het congres is om geen enkele reden verplicht om een staat toe te laten treden en vaak was toetreding het resultaat van een politiek compromis. In de antebellumperiode voorafgaand aan de Amerikaanse Burgeroorlog was het gebruikelijk dat er om en om een noordelijke en dan weer een zuidelijke staat toetrad om zo het evenwichten tussen het noorden en zuiden in evenwicht te houden. Tijdens de Amerikaanse Burgeroorlog werd de staat Nevada toegelaten o.a. om daar extra stemmen voor de herverkiezing van Abraham Lincoln te winnen. Voorbeelden van staten die een aanvraag hebben gedaan maar nooit als dusdanig zijn toegetreden zijn, de State of Franklin, de State of Sequoyah (bewoond door de Indianen van de vijf geciviliseerde stammen) en de State of Deseret (een groot gebied in het westen van de VS opgericht door de Mormonen).

## Toekomstige staten
Mogelijk zullen in de toekomst nieuwe staten toetreden. Twee voorbeelden waar serieus over gesproken wordt zijn:
- Puerto Rico: Dit eiland is sinds 1899 een Amerikaans protectoraat en heeft sinds 1959 zelfbestuur en een eigen grondwet. De vraag of Puerto Rico een staat zou moeten worden ligt zowel in de VS als op het eiland zelf gevoelig. Er is in de loop van de jaren een aantal referenda gehouden over toetreding. Zowel in 2012, 2017 als in 2020 stemde de bevolking van Puerto Rico voor toetreding. Er is echter ook een groot deel van de bevolking dat voorstander is van de status quo en van onafhankelijkheid.
- Washington D.C.: Reeds in de 18e eeuw is beslist dat de hoofdstad van de Verenigde Staten een neutraal district moet zijn en dat deze stad niet in een staat mag liggen. De federale overheid heeft hier meer macht over het bestuur. Inwoners hadden lange tijd geen democratisch stadsbestuur, mochten niet stemmen voor de Amerikaanse presidentsverkiezingen en hadden geen vertegenwoordiging in het Congres. Dit is in de tweede helft van de twintigste eeuw veranderd en sindsdien heeft de stad haar eigen democratische stadsbestuur, drie kiesmannen voor de presidentsverkiezingen en een vertegenwoordiger in het huis van afgevaardigden die alleen spreekrecht heeft. Zowel in 1993 als in 2020 deed het district een aanvraag om als staat te mogen toetreden. Mogelijk zal deze nieuwe staat dan de naam State of New Columbia, of Washington, Douglass Commonwealth krijgen.

Daarnaast wordt er wel eens gesproken over het opsplitsen van staten, vanwege het hoge aantal inwoners of omdat er toch culturele of economische verschillen binnen zo'n staat zijn. Dit is in de geschiedenis van het land slechts één keer gebeurd toen West Virginia zich tijdens de Amerikaanse Burgeroorlog afscheidde van Virginia.

## Overzicht staten van de Verenigde Staten
Een lijst van staten, met hun standaardafkorting gedefinieerd door de US Postal Service en de traditionele afkorting, hun hoofdsteden en de oorsprong van de naam staat hieronder. Hoewel de postale afkortingen de traditionele inmiddels grotendeels hebben verdrongen, worden de traditionele afkortingen nog wel gebruikt. Indien geen traditionele afkorting is aangegeven, wordt de naam van de staat traditioneel niet afgekort. Indien de Engelse naam afwijkt van de in het Nederlands gebruikelijke naam, wordt de oorspronkelijke Engelse naam cursief aangegeven.
| Vlag                                        | Staat                 | Afkorting      | Toetreding       | Bijnaam                           | Hoofdstad      | Grootste stad  | Oppervlakte   | Inwoners   | Kiesmannen | Verklaring van de naam                                                                        |
| ------------------------------------------- | --------------------- | -------------- | ---------------- | --------------------------------- | -------------- | -------------- | ------------- | ---------- | ---------- | --------------------------------------------------------------------------------------------- |
|                                             | Alabama               | AL Ala.        | 14 december 1819 | Yellowhammer state                | Montgomery     | Birmingham     | 135.767 km²   | 4.799.736  | 9          | Van het indiaanse Alibamu, "Ik ruim het struikgewas op"                                       |
|                                             | Alaska                | AK             | 3 januari 1959   | The Last Frontier                 | Juneau         | Anchorage      | 1.723.337 km² | 710.231    | 3          | In de taal der Aleoeten "Groot land"                                                          |
|                                             | Arizona               | AZ Ariz.       | 14 februari 1912 | Grand Canyon state Copper state   | Phoenix        | Phoenix        | 295.234 km²   | 6.392.017  | 11         | Meerdere theorieën                                                                            |
|                                             | Arkansas              | AR Ark.        | 15 juni 1836     | Natural state Land of opportunity | Little Rock    | Little Rock    | 137.732 km²   | 2.915.918  | 6          | Zo noemden de Algonkins de Quapaw-Indianen                                                    |
|                                             | Californië California | CA Calif.      | 9 september 1850 | Golden state                      | Sacramento     | Los Angeles    | 423.967 km²   | 37.253.956 | 54         | Denkbeeldig eiland in een Spaanse roman uit 16e eeuw                                          |
|                                             | Colorado              | CO Colo.       | 1 augustus 1876  | Centennial state                  | Denver         | Denver         | 269.601 km²   | 5.029.196  | 10         | Naar het Spaans voor "roodachtig gekleurd"                                                    |
|                                             | Connecticut           | CT Conn.       | 9 januari 1788   | Constitution state                | Hartford       | Bridgeport     | 14.357 km²    | 3.574.097  | 7          | Van het indiaans Quinnehtukcut: "Langs de lange getijdenrivier"                               |
|                                             | Delaware              | DE Del.        | 7 december 1787  | First state                       | Dover          | Wilmington     | 6.446 km²     | 897.934    | 3          | Naar de Engelse gouverneur Lord De la Warr                                                    |
|                                             | Florida               | FL Fla.        | 3 maart 1845     | Sunshine state                    | Tallahassee    | Jacksonville   | 170.312 km²   | 18.801.310 | 30         | Van het Spaanse Pascua florida, "palmzondag", dag waarop Florida ontdekt werd op 2 april 1513 |
|                                             | Georgia               | GA Ga.         | 2 januari 1788   | Peach state                       | Atlanta        | Atlanta        | 153.910 km²   | 9.687.653  | 16         | Naar koning George II van Engeland                                                            |
|                                             | Hawaï Hawaii          | HI             | 21 augustus 1959 | Aloha state                       | Honolulu       | Honolulu       | 28.313 km²    | 1.360.301  | 4          | Vermoedelijk naar het Polynesische woord voor "Huis"                                          |
|                                             | Idaho                 | ID             | 3 juli 1890      | Gem State Potato state            | Boise          | Boise          | 216.443 km²   | 1.567.582  | 4          | Vermoedelijk naar het indiaanse woord voor "Juweel van de bergen"                             |
|                                             | Illinois              | IL Ill.        | 3 december 1818  | Land of Lincoln Prairie state     | Springfield    | Chicago        | 149.995 km²   | 12.830.632 | 19         | Naar het indiaans voor "De mannen"                                                            |
|                                             | Indiana               | IN Ind.        | 11 december 1816 | Hoosier state                     | Indianapolis   | Indianapolis   | 94.326 km²    | 6.483.802  | 11         | Betekent dat deze staat het domein der indianen was                                           |
|                                             | Iowa                  | IA             | 28 december 1846 | Hawkeye state                     | Des Moines     | Des Moines     | 145.746 km²   | 3.046.355  | 6          | Naar de Siouxstam der Ioways of "De slaperigen"                                               |
|                                             | Kansas                | KS Kans./Kan.  | 29 januari 1861  | Sunflower state                   | Topeka         | Wichita        | 213.100 km²   | 2.853.118  | 6          | Naar een Siouxstam: "Volk van de zuidenwind"                                                  |
|                                             | Kentucky              | KY Ky.         | 1 juni 1792      | Bluegrass state                   | Frankfort      | Louisville     | 104.656 km²   | 4.339.367  | 8          | Van de indiaanse naam Ken-tah-teh: "Land van morgen"                                          |
|                                             | Louisiana             | LA La.         | 30 april 1812    | Pelican state                     | Baton Rouge    | New Orleans    | 135.659 km²   | 4.533.372  | 8          | Naar koning Lodewijk XIV van Frankrijk                                                        |
|                                             | Maine                 | ME             | 15 maart 1820    | Pine tree state                   | Augusta        | Portland       | 91.633 km²    | 1.328.361  | 4          | Naar een Franse provincie                                                                     |
|                                             | Maryland              | MD Md.         | 28 april 1788    | Old line state Free state         | Annapolis      | Baltimore      | 32.131 km²    | 5.773.552  | 10         | Naar koningin Henriëtta Maria van Engeland                                                    |
|                                             | Massachusetts         | MA Mass.       | 6 februari 1788  | Bay state                         | Boston         | Boston         | 27.336 km²    | 6.547.629  | 11         | Van het indiaans Massa-dchu-es-at: "Grote heuvel, kleine plaats"                              |
|                                             | Michigan              | MI Mich.       | 26 januari 1837  | Wolverine state                   | Lansing        | Detroit        | 250.487 km²   | 9.883.640  | 15         | Van Michigama, "Groot water"                                                                  |
|                                             | Minnesota             | MN Minn.       | 11 mei 1858      | North star state                  | Saint Paul     | Minneapolis    | 225.163 km²   | 5.303.925  | 10         | Van het Siouxwoord "Hemelkleurig water"                                                       |
|                                             | Mississippi           | MS Miss.       | 10 december 1817 | Magnolia state                    | Jackson        | Jackson        | 125.438 km²   | 2.967.297  | 6          | Van het indiaanse Measi en Sipu: "Lange rivier"                                               |
|                                             | Missouri              | MO Mo.         | 10 augustus 1821 | Show me state                     | Jefferson City | Kansas City    | 180.540 km²   | 5.988.927  | 10         | Naar de naam van een Siouxstam                                                                |
|                                             | Montana               | MT Mont.       | 8 november 1889  | Treasure state                    | Helena         | Billings       | 380.831 km²   | 989.415    | 4          | Vermoedelijk naar het Spaanse woord voor "berg", montaña                                      |
|                                             | Nebraska              | NE Neb.        | 1 maart 1867     | Cornhusker state                  | Lincoln        | Omaha          | 200.330 km²   | 1.826.341  | 5          | Zo noemden de Omaha-indianen de rivier de Platte                                              |
|                                             | Nevada                | NV Nev.        | 31 oktober 1864  | Silver state                      | Carson City    | Las Vegas      | 286.380 km²   | 2.700.551  | 6          | Spaans voor "Besneeuwd"                                                                       |
|                                             | New Hampshire         | NH N.H.        | 21 juni 1788     | Granite state                     | Concord        | Manchester     | 24.214 km²    | 1.316.470  | 4          | Naar het Engelse graafschap Hampshire                                                         |
|                                             | New Jersey            | NJ N.J.        | 18 december 1787 | Garden state                      | Trenton        | Newark         | 22.591 km²    | 8.791.894  | 14         | Naar het Kanaaleiland Jersey                                                                  |
|                                             | New Mexico            | NM N.Mex./N.M. | 6 januari 1912   | Land of Enchantment               | Santa Fe       | Albuquerque    | 314.917 km²   | 2.059.179  | 5          | Vroeger deel van Mexico; de oorsprong van de naam Mexico is onzeker                           |
|                                             | New York              | NY N.Y.        | 26 juli 1788     | Empire state                      | Albany         | New York       | 141.297 km²   | 19.378.102 | 28         | Naar de hertog van York, de latere koning Jacobus II                                          |
|                                             | North Carolina        | NC N.C.        | 21 november 1789 | Tar heel state Old North state    | Raleigh        | Charlotte      | 139.391 km²   | 9.535.483  | 16         | Genoemd naar de Britse koning Karel I van Engeland                                            |
|                                             | North Dakota          | ND N.Dak./N.D. | 2 november 1889  | Peace garden state                | Bismarck       | Fargo          | 183.108 km²   | 672.591    | 3          | Dakota betekent "vriend van Sioux"                                                            |
|                                             | Ohio                  | OH             | 1 maart 1803     | Buckeye state                     | Columbus       | Columbus       | 116.098 km²   | 11.536.504 | 17         | Naar het woord der Iroquezen voor "Groot"                                                     |
|                                             | Oklahoma              | OK Okla.       | 16 november 1907 | Sooner state                      | Oklahoma City  | Oklahoma City  | 181.037 km²   | 3.751.351  | 7          | Woord in de Choctaw-taal dat "Rode mensen" betekent                                           |
|                                             | Oregon                | OR Oreg./Ore.  | 14 februari 1859 | Beaver state                      | Salem          | Portland       | 254.799 km²   | 3.831.074  | 8          | Vermoedelijk van het Spaanse Orejón: "Groot oor"                                              |
|                                             | Pennsylvania          | PA Pa./Penn.   | 12 december 1787 | Keystone state                    | Harrisburg     | Philadelphia   | 119.280 km²   | 12.702.379 | 19         | Genoemd naar de stichter William Penn en het Latijnse silva: "Bos"                            |
|                                             | Rhode Island          | RI R.I.        | 29 mei 1790      | Ocean state                       | Providence     | Providence     | 4.001 km²     | 1.052.567  | 4          | Herkomst onduidelijk, mogelijk door Nederlanders naamgegeven als "Het Roode Eylant"           |
|                                             | South Carolina        | SC S.C.        | 23 mei 1788      | Palmetto state                    | Columbia       | Columbia       | 82.933 km²    | 4.625.364  | 9          | Genoemd naar de Britse koning Karel I van Engeland                                            |
|                                             | South Dakota          | SD S.D.        | 2 november 1889  | Mount Rushmore state              | Pierre         | Sioux Falls    | 199.729 km²   | 814.180    | 3          | Dakota betekent "vriend van Sioux"                                                            |
|                                             | Tennessee             | TN Tenn.       | 1 juni 1796      | Volunteer state                   | Nashville      | Memphis        | 109.153 km²   | 6.346.105  | 11         | Naar Tennese, stad der Cherokee-indianen                                                      |
|                                             | Texas                 | TX Tex.        | 29 december 1845 | Lone star state                   | Austin         | Houston        | 695.662 km²   | 25.145.561 | 40         | Naar een indiaans woord voor "Vrienden"                                                       |
|                                             | Utah                  | UT             | 4 januari 1896   | Beehive state                     | Salt Lake City | Salt Lake City | 219.882 km²   | 2.763.885  | 6          | Naar de indiaanse stam der Utes                                                               |
|                                             | Vermont               | VT Vt.         | 4 maart 1791     | Green mountain state              | Montpelier     | Burlington     | 24.906 km²    | 625.741    | 3          | Naar Les Verts Monts, Frans voor "Groene bergen"                                              |
|                                             | Virginia              | VA Va.         | 25 juni 1788     | The old dominion                  | Richmond       | Norfolk        | 110.787 km²   | 8.001.024  | 13         | Naar de "maagdelijke koningin" Elizabeth I van Engeland                                       |
|                                             | Washington            | WA Wash.       | 11 november 1889 | Evergreen state                   | Olympia        | Seattle        | 184.661 km²   | 6.724.540  | 12         | Naar George Washington                                                                        |
|                                             | West Virginia         | WV W.Va.       | 20 juni 1863     | Mountain state                    | Charleston     | Charleston     | 62.756 km²    | 1.852.994  | 4          | Naar de "maagdelijke koningin" Elizabeth I van Engeland                                       |
|                                             | Wisconsin             | WI Wisc.       | 29 mei 1848      | Badger state                      | Madison        | Milwaukee      | 169.635 km²   | 5.686.986  | 10         | Naar een indiaanse naam                                                                       |
|                                             | Wyoming               | WY Wyo.        | 10 juli 1890     | Equality state                    | Cheyenne       | Cheyenne       | 253.335 km²   | 563.626    | 3          | Indiaans voor "Bergen, afgewisseld door dalen"                                                |
| Bron: oppervlakte (2010) en inwoners (2010) |                       |                |                  |                                   |                |                |               |            |            |                                                                                               |

## Andere gebieden
Naast de vijftig staten behoren nog meer gebieden tot de Verenigde Staten:
- Washington D.C. (federaal district)
- Puerto Rico, een gemenebest
- Noordelijke Marianen, een gemenebest
- Amerikaans-Samoa
- Amerikaanse Maagdeneilanden
- Guam
- Kleine afgelegen eilanden van de Verenigde Staten (United States Minor Outlying Islands)